# 弗尔迪·伊姆赖
弗尔迪·伊姆赖（匈牙利語：Földi Imre，1938年5月8日—2017年4月23日），匈牙利男子举重运动员。他曾代表匈牙利参加1960年、1964年、1968年、1972年和1976年夏季奥林匹克运动会举重比赛，共获得一枚金牌和二枚银牌。